# Randy Lambert
Randy Russel Lambert Martínez (ur. 8 marca 1990) – honduraski zapaśnik walczący w obu stylach. Piąty na igrzyskach panamerykańskich w 2011 i na mistrzostwach panamerykańskich w 2012. Brązowy medalista na igrzyskach Ameryki Środkowej i Karaibów w 2010. Mistrz igrzysk Ameryki Centralnej w 2010, 2013 i 2017. Mistrz panamerykański juniorów w 2010 roku.